# Ленуар, Бурго
Бурго Ленуар (фр. Bourgot Le Noir) — женщина-иллюстратор середины XIV века. Помогала своему отцу, художнику-миниатюристу Жану Ленуару, в его работе.
Хотя невозможно определить, чьи руки создали каждое отдельное произведение, вполне вероятно, что работы Бурго перемежаются с работами её отца. Сотрудничество отца и дочери имеет большое значение и знаменует собой начало увеличения числа женщин в записях гильдии художников Брюгге: их было 12 процентов в 1454 году и 25 процентов к концу 1400-х годов.
Имя Бурго Ленуар включено в композицию «Этаж наследия» Джуди Чикаго.

## Биография
В документах, где упоминается Бурго, сообщается, что она была художницей (elumineresse), которая сотрудничала с Жаном Ленуаром, своим отцом, над иллюстрацией рукописей в середине XIV века. Бурго учил рисовать её отец, и она работала в его магазине. Их работа включала молитвенники, часословы и другие иллюминации. Позже Бурго и её отец переехали в Париж, где их покровителями были Иоанн Добрый, король Франции и Жан, герцог де Берри.

## Стиль
Стиль Бурго и Жана Ленуар близко следовал творчеству Жана Пюселя, но их искусство склонялось к «более выраженному экспрессионизму», оставаясь тем не менее «тонким и нежным». Декоративные, красочные фоны, изображения на полях и оттенки серого, используемые в картинах (grisaille), — всё указывает на влияние Пюселя.

## Работы и покровители
Работы, которые, как известно, были сделаны дуэтом Ленуаров, включают часослов для Иоланды де Фландр и молитвенник для Бонны Люксембургской, жены Иоанна Доброго. Также известно, что среди их покровителей были Жан, герцог Берри и Карл V, оба впечатляющие исторические фигуры своего времени.